# Миличи (Месина)
Миличи је насеље у Италији у округу Месина, региону Сицилија.
Према процени из 2011. у насељу је живело 382 становника. Насеље се налази на надморској висини од 252 м.